# Vertegenwoordiging van de Vlaamse Regering in Londen

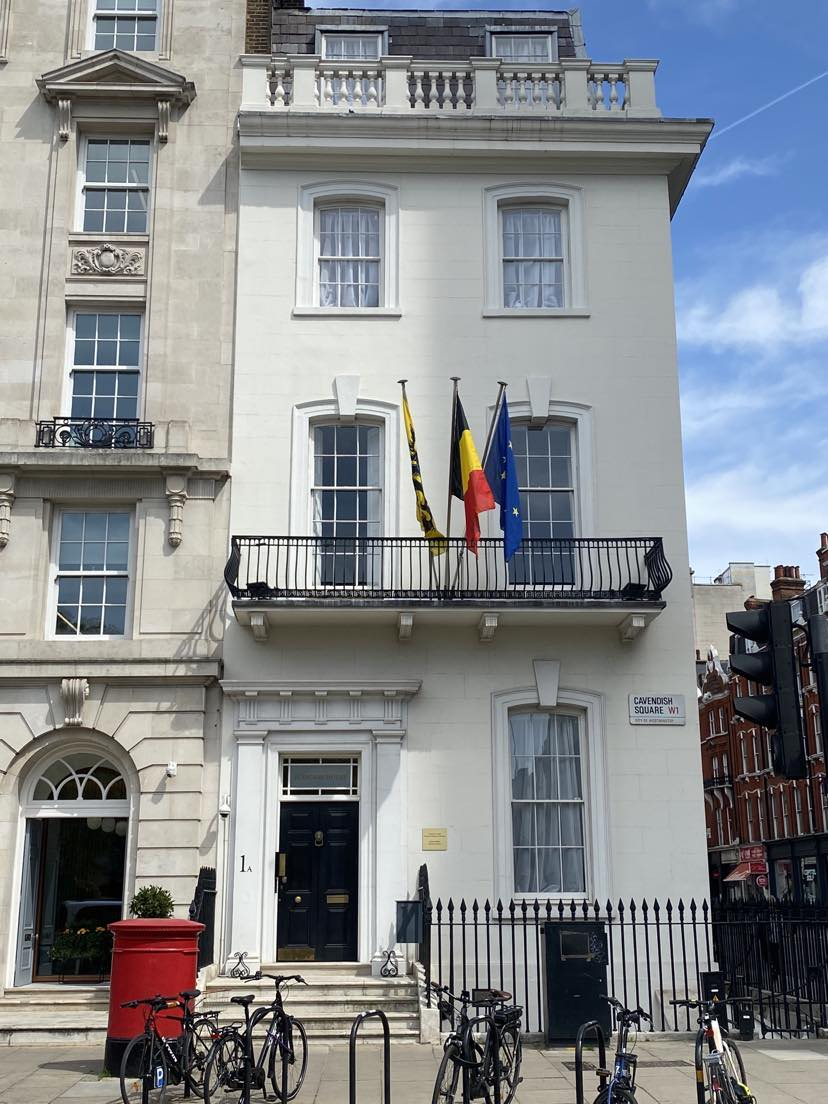
Flanders House, Cavendish Square, Londen

Het Flanders House in Londen huisvest de vertegenwoordiging van de Vlaamse regering in het Verenigd Koninkrijk. Het werd plechtig geopend op 3 juli 2003 door Bart Somers, toenmalig minister-president van Vlaanderen. Deze vertegenwoordiging maakt formeel deel uit van de Ambassade van België in Londen.

## Locatie
Flanders House is gevestigd op Cavendish Square in Londen. Behalve de vertegenwoordiging van de Vlaamse regering zijn op hetzelfde adres ook Tourism Flanders Brussels en Flanders Investment & Trade/London gevestigd.

## Opdracht
De Vlaamse Vertegenwoordiger is het rechtstreekse diplomatiek aanspreekpunt van de Vlaamse regering met het Verenigd Koninkrijk en de deelstaten Schotland, Wales en Noord-Ierland.
Deze vertegenwoordiger van de Vlaamse Regering in Londen heeft een zeer brede politieke en diplomatieke opdracht. Hij hangt administratief af van het Departement Internationaal Vlaanderen, maar vertegenwoordigt in het betrokken ambtsgebied de hele Vlaamse Regering en is bevoegd voor alle gemeenschapsmateries alsook voor alle gewestmateries waarvoor de Vlaamse overheid bevoegd is, zoals cultuur, onderwijs, infrastructuur, ruimtelijke ordening, leefmilieu, waterbeleid, landbouw en visserij en wetenschapsbeleid. De opdracht van de vertegenwoordiger bestaat erin opportuniteiten te detecteren voor samenwerking met Vlaanderen, rapporteren over relevante politieke en andere ontwikkelingen in het ambtsgebied, het plegen van overleg en onderhandelen met partners in het ambtsgebied en het ontwikkelen van en deelnemen aan representatieve activiteiten en ten slotte Vlaanderen op de kaart zetten in het ambtsgebied, onder meer door gerichte communicatie.
Flanders Investment & Trade/London dat ook in Flanders House gevestigd is, heeft een dubbele taak: enerzijds Vlaamse bedrijven assisteren op de Britse markt, en anderzijds Britse bedrijven (en internationale bedrijven met een Londens hoofdkwartier) aantrekken naar Vlaanderen. In het Verenigd Koninkrijk heeft Flanders Investment and Trade kantoren in Londen, waar het over een Vlaamse economische vertegenwoordiger beschikt en ook een kantoor in Edinburgh, Schotland.
Tourism Flanders Brussels heeft eveneens een kantoor in Flanders House. Het is hun taak toerisme naar Vlaanderen en Brussel te promoten en daarbij de zware concurrente aan te gaan met andere landen en regio's op het vasteland.

## Relaties van Vlaanderen met het Verenigd Koninkrijk
Eeuwenlang al bestaan speciale relaties tussen België en Vlaanderen in het bijzonder en het Verenigd Koninkrijk. Door de strategische ligging van Vlaanderen waren er van oudsher uitgebreide maritieme en commerciële contacten tussen Engeland, Wales en Schotland.
Reeds in de middeleeuwen was er een enge economische band met Engeland. De internationale handel in Engeland werd bepaald door de export van wol. Engeland was de grootste producent van schaapswol, maar door gebrek aan een eigen textielindustrie werd die geëxporteerd naar Vlaanderen. Op militair gebied speelde Engeland een belangrijke rol in de Frans-Vlaamse conflicten in de Middeleeuwen. Een groot aantal Vlamingen en Brabanders week tijdens de godsdienstoorlogen uit naar Engeland, Wales of Schotland en namen hun ambachtelijke kennis mee.
Kunstenaars als Peter Paul Rubens en Antoon van Dyck waren zeer in trek aan het Engelse hof en bij de heersende klasse. Door middel van de boekdrukkunst en gravures kwamen schrijvers en wetenschappers van de Lage Landen zoals Desiderius Erasmus en Gerard Mercator ook op de Britse eilanden in de belangstelling.
In de recentere geschiedenis werd een enge band geschapen tussen beide staten door de enorme inspanning die geleverd werd door Groot-Brittannië in de Eerste Wereldoorlog en waarbij 200.000 Britten het leven lieten op de Vlaamse slagvelden. Deze Flanders Fields blijven een begrip in Groot-Brittannië en nog jaarlijks zakken duizenden Britten af naar Vlaanderen om hun respect aan de gesneuvelden te betuigen op de oorlogskerkhoven in de Westhoek. Op politiek vlak is Groot-Brittannië uiteraard een aangrenzende mede-lidstaat van de Europese Unie.
Ook op economisch vlak zijn Vlaanderen en het Verenigd Koninkrijk nauw verbonden. Dit land is na Duitsland, Frankrijk en Nederland, het vierde exportland van Vlaanderen met een exportcijfer van ruim € 20 miljard. Dezelfde plaats bekleedt Groot-Brittannië als importland naar Vlaanderen met ruim € 17,5 miljard (2011). Op logistiek gebied is Vlaanderen zeer belangrijk voor het VK. Onze vier havens, Antwerpen, Gent en vooral de kusthavens Zeebrugge en Oostende richten zich sterk op de Britse markt. Zeebrugge is belangrijk als draaischijf voor het transport van Brits aardgas dat sinds 1998 verloopt via een vaste pijplijn.
Op gebied van wetenschap en innovatie is het Verenigd Koninkrijk de derde partner wat betreft het aantal gezamenlijke onderzoeken met Vlaanderen, die gebeuren in het kader van het Europese programma voor Onderzoek en Technologische Ontwikkeling.
Wat het aantal toeristen betreft dat Vlaanderen bezoekt, staat Groot-Brittannië eveneens op de vierde plaats.

## Taken van de vertegenwoordiging en Flanders House
De taken van de vertegenwoordiging in het VK werden in 2009 vastgelegd in een strategienota.
Deze omvatten onder meer:
1. Het versterken van Vlaanderen als logistieke draaischijf en attractieve vestigingsplaats in het hart van Europa, met oog voor mobiliteitsproblemen en transportverbindingen tussen Vlaanderen en het Verenigd Koninkrijk.
2. Het verstevigen van de economische slagkracht van Vlaanderen, door het bewerken van de Britse markt met als doel de Vlaamse export naar het Verenigd Koninkrijk te versterken, de activiteiten van Vlaamse bedrijven in het Verenigd Koninkrijk te stimuleren en investeringen en toeristen naar Vlaanderen aan te trekken alsook door het bevorderen van samenwerking met Britse partners op het vlak van wetenschap en innovatie.
3. Het uitdragen van onze cultuur, taal en het erfgoed van Vlaanderen en het bevorderen van samenwerking op deze domeinen. In het bijzonder wordt gewerkt aan de erkenning door de Unesco van de Westhoek als Werelderfgoed uit de Eerste Wereldoorlog.
4. Samen te werken met Britse partners rond andere Vlaamse bevoegdheden en streven naar gemeenschappelijke standpunten in EU-dossiers en binnen andere internationale organisaties, met bijzondere aandacht voor de relaties met de Britse devolved nations (Schotland, Wales en Noord Ierland).

De focus van de Vlaamse Vertegenwoordiger in het VK is daarom vooral gericht op economische culturele en academische diplomatie. Historische migratie, de herdenking van 100 jaar Groote Oorlog, samenwerking rond hernieuwbare energie of biotechnologie, partnerschappen met Britse culturele instellingen en festivals of met universiteiten, het onder de aandacht brengen van Vlaamse troeven zoals mode en design, zijn een paar voorbeelden hiervan.

## Activiteiten en realisaties
- In het kader van REGLEG worden nauwe contacten onderhouden met Schotland, Wales en Noord-Ierland. REGLEG is het politieke samenwerkingsverband van 73 Europese deelstaten met wetgevende bevoegdheden.[11] Zowel Vlaanderen als Schotland behoren tot de stichtende leden. De voorbije jaren waren er dan ook geregeld beleefdheids- en werkbezoeken van ministers, parlementsleden en ambtenaren uit deze deelstaten aan Vlaanderen en omgekeerd.[9]
- Op het vlak van het beleid wat betreft cultuur, jeugd, sport of media werden verschillende contacten aangegaan, omwille van de bijzondere expertise die Britse organisaties ter zake aan de dag leggen: het volwassenenonderwijs, beleid en strategie van de radio- en tv-omroepen en media-regulatoren, rol en werking van jeugdraden. Daarnaast werden tal van culturele activiteiten georganiseerd zoals kunsttentoonstellingen met oude meesters als Rubens, David Teniers en Jan Gossaert maar ook Luc Tuymans, Jan De Cock, Francis Alÿs en optredens van theater- en dansgezelschappen.[9]
- Toerisme Vlaanderen beschikt voor zijn marketingbeleid in het Verenigd Koninkrijk over een eigen kantoor in Londen, waar 7,5 personeelsleden VTE (voltijds equivalent) werken. Ze beschikken daarvoor over een budget van meer dan 1,5 miljoen euro. Er wordt vooral gemikt op de promotie van de Vlaamse historische steden, inclusief Brussel. Middelen daartoe zijn het bewerken van de pers, deelname aan reisbeurzen, reclamecampagnes en rechtstreeks contact met de consument.[9]
- In het kader van de 100e verjaardag van het uitbreken van de Eerste Wereldoorlog werd door Flanders House een website gelanceerd.[12] Daarop worden de activiteiten vermeld ter voorbereiding van deze herdenking van 2014 tot 2018. De Vertegenwoordiger van de Vlaamse Regering in Londen organiseert jaarlijks in de maand november ook het herinneringsconcert Flanders Remembers in het Royal Military Hospital in Chelsea, om de enorme inspanningen van de Britten in de Eerste Wereldoorlog te herdenken. In de voorbereiding naar de 100e verjaardag van het uitbreken van de Eerste Wereldoorlog werd door Flanders House een serie van projecten opgestart. Een van deze projecten is het creëren van de Flanders Fields Memorial Garden aan het The Guards Museum in Londen.